# CAF Champions League 2014
De CAF Champions League 2014 was de 18e editie van dit voetbaltoernooi dat door de Afrikaanse voetbalbond CAF wordt georganiseerd. Titelhouder was Al-Ahly uit Egypte. Het toernooi werd gewonnen door het ES Sétif uit Algerije dat het Congolese AS Vita Club in de finale versloeg op uitdoelpunten (2-2 en 1-1). Hierdoor vertegenwoordigden zij de CAF op het Wereldkampioenschap voetbal voor clubs in december 2014 in buurland Marokko.

## Data
Programma voor de CAF Champions League 2014.
| Fase          | Ronde        | Heenwedstrijd       | Terugwedstrijd          |
| ------------- | ------------ | ------------------- | ----------------------- |
| Kwalificatie  | Voorronde    | 7-9 februari        | 14-16 februari          |
| Kwalificatie  | Eerste ronde | 28 februari-2 maart | 7-9 maart               |
| Kwalificatie  | Tweede ronde | 21-23 maart         | 28-30 maart             |
| Groepsfase    | Speeldag 1   | 16-18 mei           | 16-18 mei               |
| Groepsfase    | Speeldag 2   | 23-25 mei           | 23-25 mei               |
| Groepsfase    | Speeldag 3   | 6-8 juni            | 6-8 juni                |
| Groepsfase    | Speeldag 4   | 25-27 juli          | 25-27 juli              |
| Groepsfase    | Speeldag 5   | 8-10 augustus       | 8-10 augustus           |
| Groepsfase    | Speeldag 6   | 22-24 augustus      | 22-24 augustus          |
| Knock-outfase | Halve finale | 19-21 september     | 26-28 september         |
| Knock-outfase | Finale       | 24-26 oktober       | 31 oktober - 2 november |

De loting voor de kwalificatieronden vond plaats op 16 december 2013 De loting voor de groepsfase en knock-outfase op 29 april.

## Kwalificatie
Het programma van de voor-, eerste- en tweede ronde werd bekendgemaakt op 16 december 2013 in Marrakesh, Marokko. De kwalificatiewedstrijden werden over twee wedstrijden gespeeld waarbij de uitdoelpuntenregel van toepassing was. Als beide teams na twee wedstrijden gelijk stonden volgde meteen de strafschoppenserie (er vond geen verlenging plaats).

### Voorronde
| Team 1                   | Tot.         | Team 2                       | 1e wedstr. | 2e wedstr. |
| ------------------------ | ------------ | ---------------------------- | ---------- | ---------- |
| ES Sétif                 | *            | Steve Biko FC                | -          | -          |
| Séwé Sports de San Pedro | *            | CF Os Balantas               |            |            |
| AC Léopards              | 2-2 (u)      | Rayon Sports                 | 0-0        | 2-2        |
| Al Ahly Benghazi         | 4-2          | Foullah Edifice FC           | 4-0        | 0-2        |
| Al-Zamalek               | 3-0          | AS Douanes Niamey            | 2-0        | 1-0        |
| AS Vita Club             | 4-3          | Kano Pillars FC              | 3-1        | 1-2        |
| Berekum Chelsea FC       | 2-2 ns (3-0) | Atlabara FC                  | 1-1        | 1-1        |
| CD Primeiro de Agosto    | 3-2          | Lioli FC                     | 2-0        | 1-2        |
| Dedebit                  | 3-2          | KMKM                         | 3-0        | 0-2        |
| Dynamos FC               | 4-1          | Mochudi Centre Chiefs        | 3-0        | 1-1        |
| Enyimba FC               | 4-3          | Anges de Notsé               | 3-1        | 1-2        |
| Gor Mahia                | 1-1 ns (4-2) | US Bitam                     | 1-0        | 0-1        |
| Kabuscorp SC             | 7-2          | Côte d'Or FC                 | 5-1        | 2-1        |
| Kaizer Chiefs            | 4-1          | Black Africa                 | 3-0        | 1-1        |
| Les Astres FC            | 4-0          | Akonangui FC                 | 3-0        | 1-0        |
| Liga Muçulmana de Maputo | 1-0          | CNaPS Sport                  | 1-0        | 0-0        |
| Raja Casablanca          | 8-1          | Diamond Stars                | 6-0        | 2-1        |
| Young Africans FC        | 12-2         | AS Komorozine de Domoni      | 7-0        | 5-2        |
| FAR Rabat                | 3-3 (u)      | AS Real Bamako               | 2-2        | 1-1        |
| Diambars                 | 1-1 ns (2-4) | ASFA-Yennenga                | 1-0        | 0-1        |
| Asante Kotoko            | 2-2 (u)      | Barrack Young Controllers FC | 2-1        | 0-1        |
| Diables Noirs            | 1-2          | Flambeau de l’Est            | 0-1        | 1-1        |
| FC Nouadhibou            | 1-4          | Horoya AC                    | 1-1        | 0-3        |
| Al-Merreikh              | 2-3          | Kampala City Council FC      | 0-2        | 2-1        |
| Mbabane Swallows         | 4-5          | Nkana FC                     | 2-0        | 2-5        |
| SC Praia Cruz            | 3-7          | Stade Malien                 | 3-2        | 0-5        |

* ES Sétif door omdat Steve Biko FC zich terug trok
* Séwé Sports de San Pedro door omdat CF Os Balantas zich terug trok

### Eerste ronde
De clubs Al-Ahly, Al-Hilal Omdurman, Cotonsport Garoua, Espérance Sportive de Tunis, TP Mazembe en Club Sportif Sfaxien stroomden deze ronde in.
| Team 1                       | Tot.         | Team 2                      | 1e wedstr. | 2e wedstr. |
| ---------------------------- | ------------ | --------------------------- | ---------- | ---------- |
| AC Léopards                  | 4-3          | CD Primeiro de Agosto       | 4-1        | 0-2        |
| Al-Zamalek                   | 1-0          | Kabuscorp SC                | 1-0        | 0-0        |
| ES Sétif                     | 5-0          | ASFA Yennenga               | 5-0        | 0-0        |
| Horoya AC                    | 1-1 ns (5-4) | Raja Casablanca             | 1-0        | 0-1        |
| Kaizer Chiefs                | 7-0          | Liga Muçulmana              | 4-0        | 3-0        |
| Nkana FC                     | 4-3          | Kampala City Council        | 2-2        | 2-1        |
| Berekum Chelsea FC           | 1-3          | Al Ahly Benghazi            | 1-1        | 0-2        |
| Young Africans FC            | 1-1 ns (3-4) | Al-Ahly                     | 1-0        | 0-1        |
| Stade Malien                 | 0-2          | Al-Hilal Omdurman           | 0-0        | 0-2        |
| Enyimba FC                   | 2-2 (u)      | AS Real Bamako              | 1-2        | 1-0        |
| Dynamos                      | 0-1          | AS Vita Club                | 0-0        | 0-1        |
| Flambeau de l’Est            | 1-5          | Cotonsport Garoua           | 1-0        | 0-5        |
| Dedebit                      | 1-4          | CS Sfaxien                  | 1-2        | 0-2        |
| Gor Mahia                    | 2-8          | Espérance Sportive de Tunis | 2-3        | 0-5        |
| Barrack Young Controllers FC | 3-4          | Séwé Sports de San Pedro    | 3-3        | 0-1        |
| Les Astres FC                | 1-4          | TP Mazembe                  | 1-1        | 0-3        |

### Tweede ronde
| Team 1                   | Tot.    | Team 2                      | 1e wedstr. | 2e wedstr. |
| ------------------------ | ------- | --------------------------- | ---------- | ---------- |
| Al Ahly Benghazi         | 4-2     | Al-Ahly                     | 1-0        | 3-2        |
| AS Vita Club             | 3-2     | Kaizer Chiefs               | 3-0        | 0-2        |
| ES Sétif                 | 2-0     | Cotonsport Garoua           | 1-0        | 1-0        |
| AC Léopards              | 1-1 (u) | Al-Hilal Omdurman           | 1-1        | 0-0        |
| Nkana FC                 | 0-5     | Al-Zamalek                  | 0-0        | 0-5        |
| Horoya AC                | 0-3     | CS Sfaxien                  | 0-1        | 0-2        |
| AS Real Bamako           | 1-4     | Espérance Sportive de Tunis | 1-1        | 0-3        |
| Séwé Sports de San Pedro | 2-2 (u) | TP Mazembe                  | 2-1        | 0-1        |

* Verliezers naar CAF Confederation Cup 2014

## Groepsfase
De acht winnaars van de tweede ronde werden in twee groepen van vier teams ingedeeld. De loting vond op 29 april plaats, evenals het verdere speelschema in de knock-outfase.

### Groep A
| Team         | AW | W | G | V | DV | DT | DS | Pts |
| ------------ | -- | - | - | - | -- | -- | -- | --- |
| TP Mazembe   | 6  | 3 | 2 | 1 | 5  | 2  | +3 | 11  |
| AS Vita Club | 6  | 3 | 2 | 1 | 6  | 4  | +2 | 11  |
| Al-Hilal     | 6  | 2 | 1 | 3 | 7  | 9  | −2 | 7   |
| Al-Zamalek   | 6  | 1 | 1 | 4 | 4  | 7  | −3 | 4   |

### Groep B
| Team               | AW | W | G | V | DV | DT | DS | Pts |
| ------------------ | -- | - | - | - | -- | -- | -- | --- |
| CS Sfaxien         | 6  | 3 | 2 | 1 | 8  | 5  | +3 | 11  |
| ES Sétif           | 6  | 2 | 4 | 0 | 9  | 6  | +3 | 10  |
| Espérance de Tunis | 6  | 2 | 1 | 3 | 8  | 9  | −1 | 7   |
| Al Ahly Benghazi   | 6  | 1 | 1 | 4 | 5  | 10 | −5 | 4   |

## Knock-outfase

### Halve finales
| Team 1       | Tot.      | Team 2     | 1e wedstr. | 2e wedstr. |
| ------------ | --------- | ---------- | ---------- | ---------- |
| ES Sétif     | 4 - 4 (u) | TP Mazembe | 2 - 1      | 2 - 3      |
| AS Vita Club | 4 - 2     | CS Sfaxien | 2 - 1      | 2 - 1      |

### Finale
| Team 1       | Tot.      | Team 2   | 1e wedstr. | 2e wedstr. |
| ------------ | --------- | -------- | ---------- | ---------- |
| AS Vita Club | 3 - 3 (u) | ES Sétif | 2 - 2      | 1 - 1      |

Afrikaanse beker der kampioenen: 1964 · 
1966 · 1967 · 
1968 · 1969 · 
1970 · 1971 · 
1972 · 1973 · 
1974 · 1975 · 
1976 · 1977 · 
1978 · 1979 · 
1980 · 1981 · 
1982 · 1983 · 
1984 · 1985 · 
1986 · 1987 · 
1988 · 1989 · 
1990 · 1991 · 
1992 · 1993 · 
1994 · 1995 · 
1996
CAF Champions League: 1997 · 
1998 · 1999 · 
2000 · 2001 · 
2002 · 2003 · 
2004 · 2005 · 
2006 · 2007 · 
2008 · 2009 · 
2010 · 2011 · 
2012 · 2013 · 
2014 · 2015 ·
2016 · 2017 ·
2018 · 2018/19